# Grigorios Maraslis
Grigorios Maraslis (en grec moderne : Γρηγόριος Μαρασλής, et en russe : Григорий Григорьевич Маразли) était un homme politique et philanthrope russe.

## Biographie
Né en 1831 dans une famille grecque, il fut maire d'Odessa de 1878 à 1895. Il a fait des études de droit au Lycée Richelieu d'Odessa. Il a travaillé dans l'administration de Mikhaïl Vorontsoff au Caucase où il gravissait les degrés avant d'être nommé fonctionnaire à la chancellerie impériale en 1854, fonctionnaire de la Nouvelle-Russie. Il fut conseiller d'État de l'Empire russe (ru) en 1874 et chambellan en 1879.
Il repose à l'église grecque de la Trinité d'Odessa.

## Traces

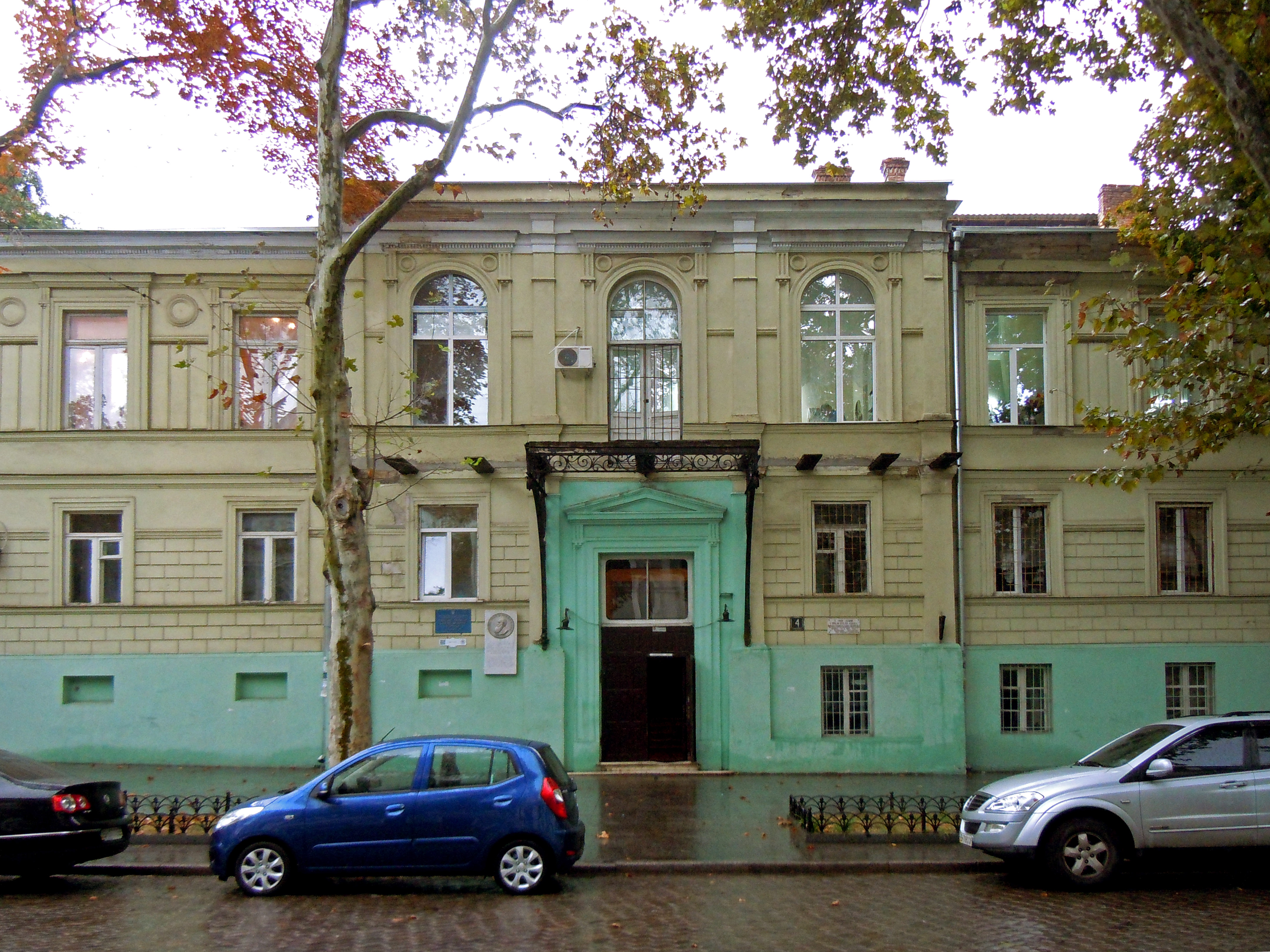
Maison Maraslis rue Pouchkine à Odessa classée
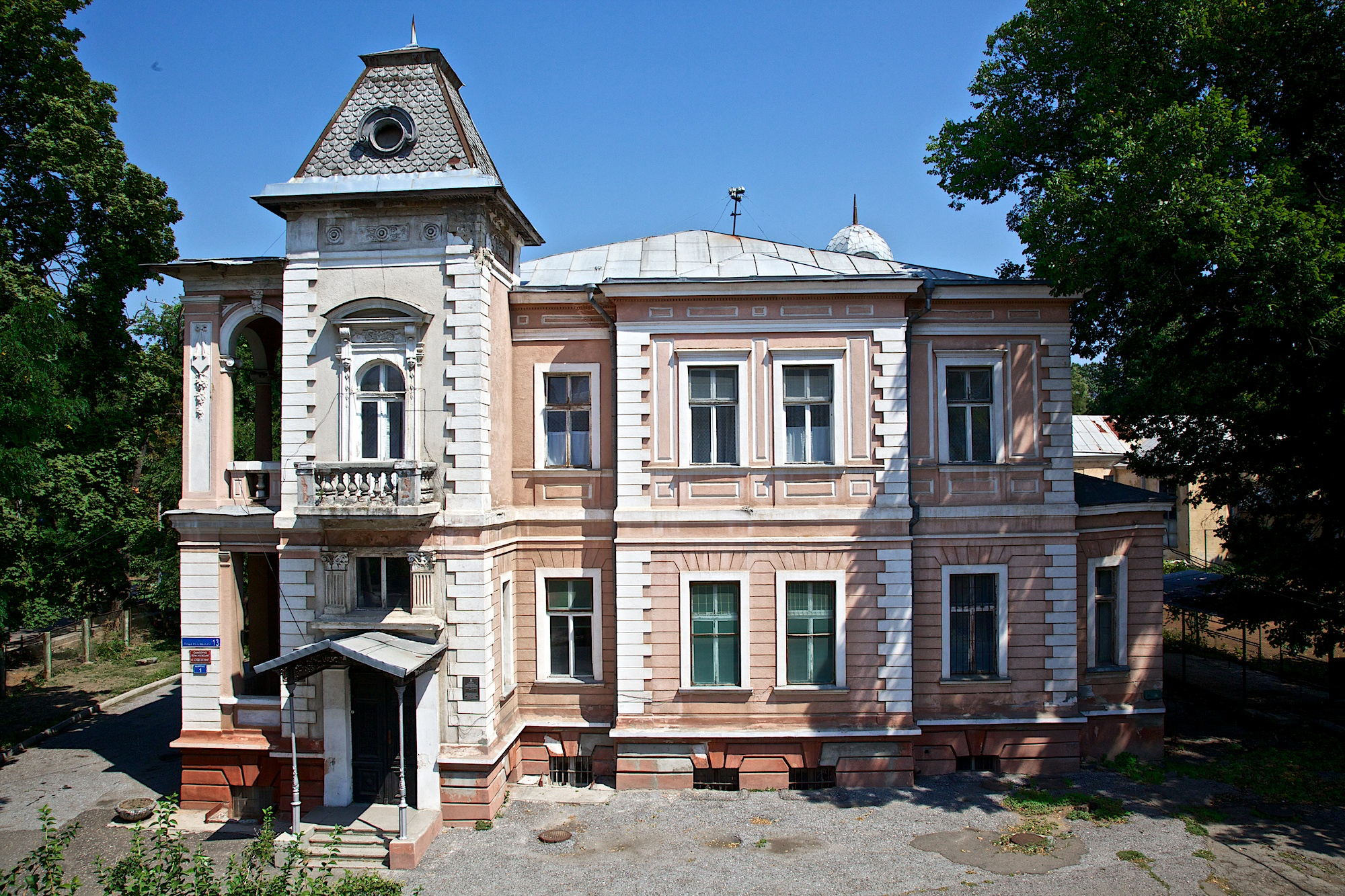
Villa Maraslis d'Odessa classée
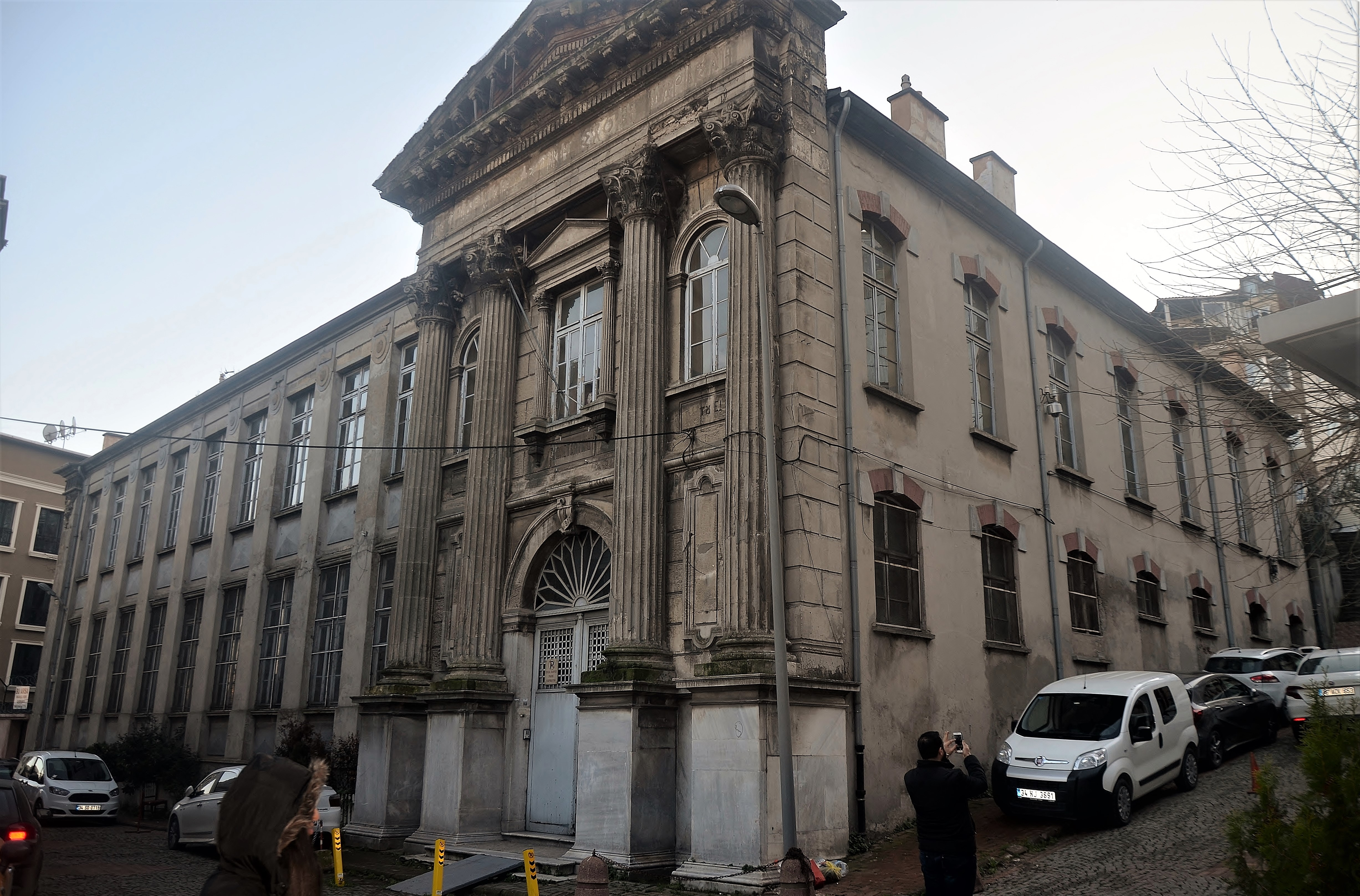
école Maraslis à Istanbul.
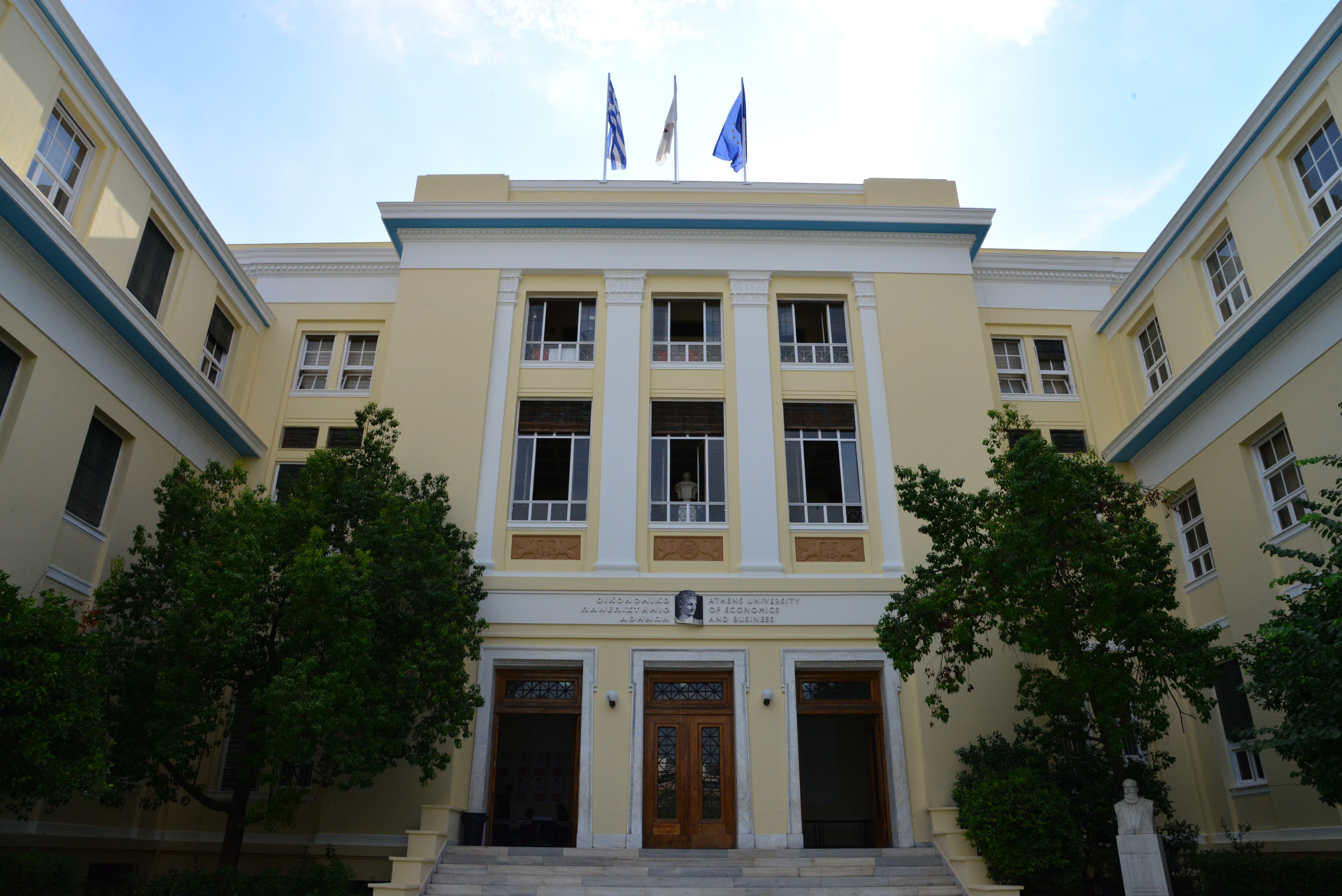
Le bâtiment Maraslis de l'Université d'économie d'Athènes.
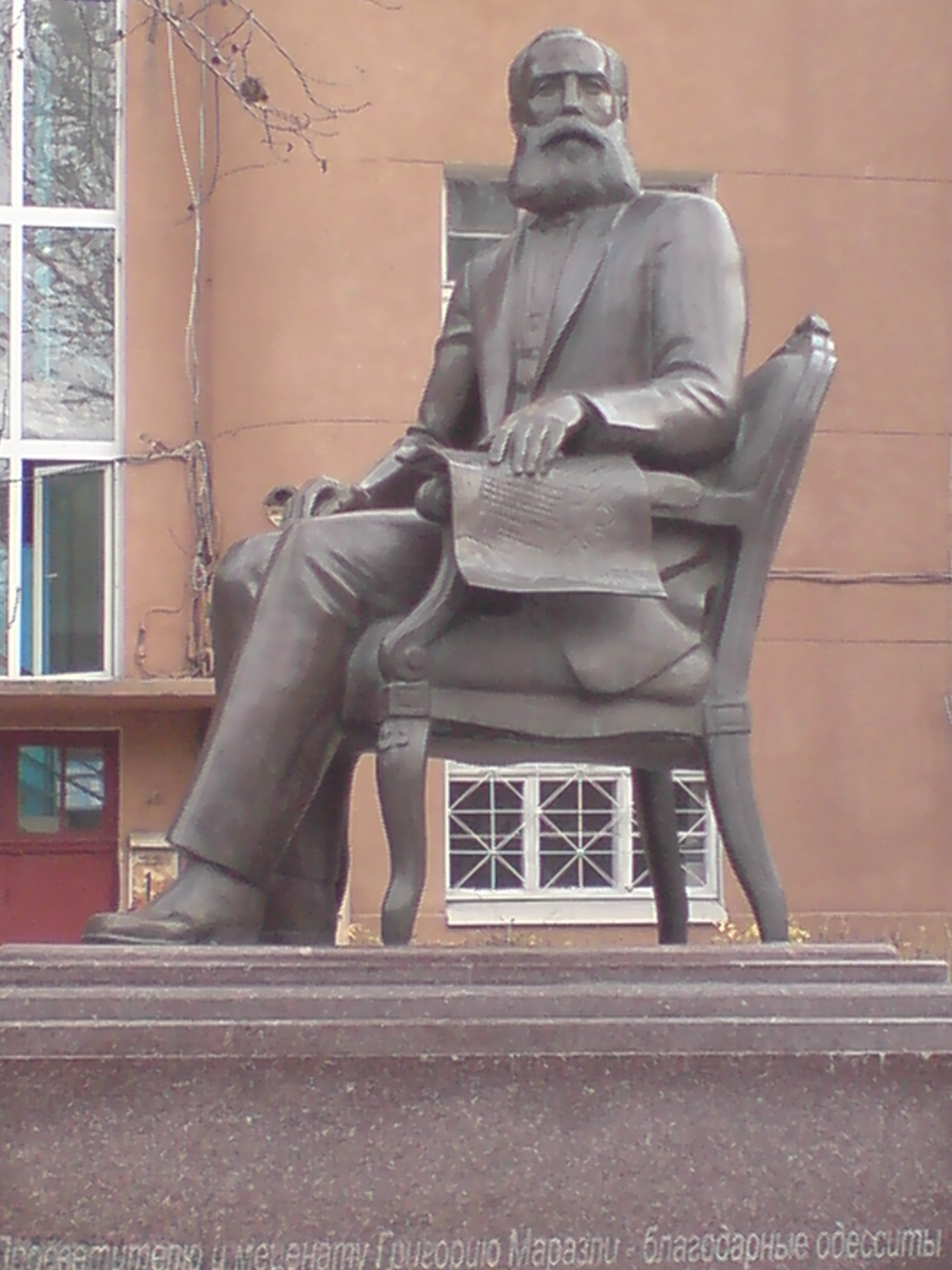
Monument à Maraslis dans la rue éponyme d'Odessa.